# Lilla Moritshället
Lilla Moritshället är en ö i Finland. Den ligger i Finska viken och i kommunen Lovisa i den ekonomiska regionen  Lovisa i landskapet Nyland, i den södra delen av landet. Ön ligger omkring 84 kilometer öster om Helsingfors.
Öns area är 0,4 hektar och dess största längd är 110 meter i sydväst-nordöstlig riktning.